# Sajóudvarhely
Sajóudvarhely (románul Șieu-Odorhei, németül Dienesdorf, szász nyelven Dînesdref) falu Romániában, Erdélyben, Beszterce-Naszód megyében.

## Fekvése
Bethlentől 9 km-re délkeletre, a Sajó bal partján, sík területen fekszik. A község 5116 hektáros területének 34%-a szántóföld, 24%-a legelő, 17%-a erdő és 10%-a rét.
Közigazgatásilag Belső-Szolnok vármegyéhez tartozott. 1876-tól Szolnok-Doboka vármegye Dés székhelyű Bethleni járásához csatolták. A második világháború után Beszterce-Naszód megye része.

## Története
Nevét a Sajó-menti fekvéséről és az Apaffyak, Bethlenek, Somkerekiek nemzetségéből (Becsegregor) származó, 13. században élő, itt udvarházzal rendelkező Dénesről kapta. 1263-ban Drauchvduarhel ('Darócudvarhely') 1329-ben Uduorhel, 1345-ben Dyenuswduarhely ('Dénesudvarhely') alakban említették. 1485-ben Wdwarhel, 1587-ben Udvarhely, 1830-ban Sajó-Udvarhely; románul Odorhely.
1304-ben Dénes, halála és már nem élő fiai, Dénes és Bertalan után a Somkereki családé lett. 1329-ben per folytán Apafi András lemondott a birtokról a Somkerekiek javára, megtartva magának egy malmot a Sajón. 1392-ben az utódok között 3 részre oszlott a birtok: Virágosberki Becse fia István, Nemegyei Mihály fia János és Somkereki Gilét fiaitól (László, Miklós, András) származó unokák (János és Antal és Márton) között. 1485-ben birtokosként jegyzik Udvarhelyi Ficsór Pétert. 1505-ben Somkereki Erdélyi János gyermektelen lévén, felesége, Petronella halála után az Erdélyi családra hagyta birtokát.
Az Erdélyi-birtokok további sorsa végigkövethető a 17. században is II. Rákóczi György jóváhagyásával, a fejedelem más birtokadományozásai mellett. 1658. márc. 26-án Barcsay Ákos nemességre emelt itteni szabadosokká vált jobbágyokat (Sajóudvarhelyi Vargha András és fiait). 17. században itteni birtokos: gyulai Farkas Ferenc neje Székely Borbála, bálványosváraljai Szabó György és Varga családok, Korlátovics György, Csáky Istvánné Mindszenty Krisztina, Váraljai György, Litterati Péter, Pocsalyi Nagy György, Fejér Kata. 1658-ban említés tanúskodik gr. Csáky István 9 adófizető jobbágyáról. 19. században a Szénássy leszármazottak, Szántai Ferenc, Murányi Borbála (Kádár Elekné), Fekete Sámuel (13 telek), gr. Kemény Sámuel és Bethlen Katalin (13 telek), Halmágyi Imre, Vinter Ferenc, Csabai Miklós és Cserényi Zsuzsánna, Vinter Mihály, Kovács János, Murányi Sándor, Vinter Mihály, br. Bornemissza József, az Erdélyi leszármazottak, köztük Ziska, Balog, Budai, Halmágyi és a Bardocz család neve tűnik fel a dokumentumokban. 1866-ban nemesi jogú birtokosként jelölték a következőket: Balog Mihály és Lázár, Makó Sándor, Bőd Károly, Szabó András, Galaczi János, Gáli Tamás, Winter Ádám, József és Ferenc, Kupsa Juon, Burján István, Öregdi István, Budai András és Benkő Sámuel. 1898-ban gróf Klebelsberg Zdenkot (Löwenthalné után a Korlátovics és a gr. Kemény-féle birtok), Desbordes Ágostont (fricsi Fekete-birtok), Balog Lázárt és br. Mattencloit Jánost (Kemény-féle birtok vette gr. Klebelsberg Zdenkótól).
1600 első három éve alatt Basta Erdély teljes magyarságát és protestáns egyházát kegyetlenül megtépázta, kiirtotta. 1602-ben Basta serege a Sajó-mentét se kímélte. Kifosztotta, megcsonkította vagy lemészároltatta őket, a menekülési jogot kapott nemesekkel együtt. A dési, széki és sajói egyházmegyében csak az a 10–12 település maradt meg, ahol el tudtak bújni a hegyekbe. A kuruc-labanc csatározások periódusa után a megapadt magyar települések jövevényekkel kezdtek feltelni, és megkezdődtek az áttérítések az elszegényedett falvakban.
A 18. századi hanyatlásból az erdélyi református egyház nem tudott kilépni 1791-ig, míg II. Leopold törvénybe nem foglalta az ország politikai és vallásos szabadságát. Ekkor a helybeli birtokosok új lendülettel kezdtek hozzá az építéshez egyházi és világi téren.
Az eredetileg magyarlakta község a 19. század végén a történelem viharában megapadt, a magyarság alig képezte a lakosság negyedét. Az elsokasodott, szegényes öltözetű bevándorlók földműveléssel foglalkoztak. 1822-ben határát első osztályúnak ítélték. A Sajó mentén kukoricát termesztettek. Talaját gyümölcstermesztésre nem tartották alkalmasnak. Szőlőt nem műveltek. Állatot tartottak. Itatója két kis tó mellett a Sajó volt, amelynek négy kerekű malma a br. Mattencloit János tulajdonában volt.
A település kő udvarházain kívül a lakó- és a gazdasági épületek fából készültek és zsindellyel fedték.
1838 után telepedett le itt a franciaországi Desbordes család és szőlőtermesztéssel kezdtek foglalkozni.
A 19. században csendőrség, a 20. században malom (Appel Jenő tulajdonában), téglagyár, olajprés (bodoki és szőkefalvi Fodor Vilmos birtokosé), gyapjúfésülő is működött a településen.
1946-ban az egyetlen, 1944 után a faluban maradt magyar birtokos, ifj. Fodor Vilmos vezette be a településbe a villanyvilágítást.
A határában található a fricsi Fekete, Bardocz, Korlátovics családnak díszes temetkező helye, kriptája, a Poderej/Pados hely és a Várhegy, ahol egykor az erődített udvarház állt, és ahonnan a település a nevét kapta. Pusztabrétének nevezik azt a részt, ahol egykor Bréte feküdt. Bréta lakosainak nagy része 1600-ban Szászbrétére költözött. 1763-ban már lakatlan volt és Sajóudvarhelyhez tartozott.

## A Sajóudvarhelyi Református Egyházközség

### Története
Templomáról a kezdeti időkből nincsenek okleveles adatok. Stíluselemei alapján a román kori templomok közé sorolják. Az eredetileg félköríves templom építtetője a Becse Gergely nemzetség volt. Tudjuk, hogy 1407-ben Somkereki Geleth fia, László bíborszínű, kamuka takaróból készített miseruhát ajándékozott a templomnak.
A reformáció után a 16. században unitárius anyaegyházközség volt. A Széki Egyházmegye 1622-ben kezdődő protokollumában nyoma van, hogy református esperes tartott itt vizsgálatot 1644-ben. Ekkor Somkerék és Bréte (ma: Magyarberéte) Sajóudvarhely leányegyházaként van számon tartva. A vagyonösszeírásban az egy harangos kőtemplom mellett a klenódiumokat és a lelkész használatára bocsátott gazdasági területeket jegyezték fel.
1688-ban 113 református lélekből 50 férfit tartottak nyilván. 1766-ban pedig 62 férfit és 54 asszonyt.
Az Anyakönyvet 1783 óta vezetik; az 1887-beli Névkönyv szerint keresztelési, esketési, temetési anyakönyvei 1793-tól kezdődnek.
1810-ben Fekete Sámuel az itteni malmának szombati vámját az eklézsiának és a gyülekezetgondozó lelkésznek adományozta. 1830-ban a birtokosok (br. Kemény Sámuelné, fricsi Fekete Sámuel, Cserényi Zsuzsánna, Halmágyiak, Vinter Ferenc és Mihály, Kovács Dániel, Szántai Ferenc) megállapították a lelkipásztori fizetést, amelyhez a lakosok is hozzájárultak adományaikkal. Br. Löwenthal Sámuelné a gróf Kemény Sámuel utóda még kiszolgáltatta az uradalmi javadalmazást, de örököse gr. Klebelsberg Zdenkó megtagadta, és emiatt pereskedés folyt.

### Temploma
Az egyszerű templom szentélye egyenes záródású. Boltozata és támpillérei 18. századiak. A 13. század második felében épülhetett ciszterci hatás alatt. Román kori elemeiből megmaradtak a falak, és a szentély déli falának peremén a román kori fríz, amelynek íve szépen faragott kettős levélsorú gyámköveken fekszik.
15. századi, gótikus kor alkotásai az ablakok és a kettős nyilatú, kötélfonást utánzó faragással szegélyezett szentségfülke, amely a szokástól eltérően, a déli falban található. Ezek mellett az északi kapu is, amelyet Debreczeni László tárt fel az 1928-ban kapott Erdélyi Református Egyházkerületi megbizatása után.
A kapu fölötti, primitív faragású és elnagyolt dombormű Erdély legrégibb szobrászati alkotása. Minden bizonnyal a román stílus felbomlásának korából származik. Alakjai aránytalanok. A dombormű két gyalogos küzdelmét ábrázolja egy sárkányszerű szörnyeteggel. A művészettörténészek a sárkánnyal viaskodó Szent Mihály őrangyalt vélték felfedezni benne. Arra következtettek, hogy Szent Mihály lehetett a templom védőszentje. Bak Áron figyelembe véve a ciszterciek szigorú felfogását, megvizsgálva a Biblia Mihály és sárkány viaskodását a Jelenések könyvében (Jel 12,3-10) és a deuterokanonikus könyvekben leírtak alapján, kizárja ezt. Dániel próféta könyvét tanulmányozva valószínűbbnek tartja a Dán 10-ben leírtak ábrázolását.
1800-as években a templom romlásnak indul, 1847-ben pedig a teljes pusztulásáról számolnak be, fedél nélkül maradt, de falai és szentélyének párkánydíszei megmaradtak. 1845-ben a templom romos állapotban volt, 1847-ben teljesen lepusztult. 1859-ben Bőd Károlynak köszönhetően megkezdődött az újjáépítése. A templom 1862-ben folyamatos építés alatt állt.
1891-es vagyonösszeírásban Csejdi István lelkipásztor 2 harangot említ, „mely e vidéken legszebb összhangzású”.
1969-ben Kós Károly és Debreczeni László felügyelete alatt a műemléképületet zsindely helyett pléhvel fedték, és feltárták a kapu előtti tatárjáráskori tömegsírt is.
2002-ben Molnár Helén lelkész szolgálata alatt megkezdődött a templom teljes felújítása. A hajó első vakolatrétegen talált égésnyomok alapján következtettek egykori tűzvészre. 2003-ban sikerült feltárni azt a 16. századi erezetmintát a szószékkel szemben, a déli falon a diadalív mellett, amit tévesen Jézus és tanítványai-ábrázolásnak véltek. 2005-ben kicserélték a korhadt szarufákat és födémgerendákat. Megújították a fatorony korhadt elemeit. 2006-ban Pap Géza püspök szentelte újra a templomot.
Az egyházközség klenódiumai 17-18. századiak. Az adományozók között található Apaffy Anna, Kemény Karolin, Fekete Sámuel és felesége Toldalagi Kata, Cserényi Zsuzsa, Molnár István, Vitéz Ferenc, Bardocz Elek.

### Lelkészei
| Év                         | Lelkész neve                               | Megjegyzés |
| -------------------------- | ------------------------------------------ | --- |
| 1656                       | Kékesi István                              | először Légenben (1647–), Magyarborzáson (1654), végül Sajóudvarhelyen (1656) volt lelkipásztor. |
| 1710                       | Martonfalvi János                          | Martonfalvi Cs. János, aki Kolozsváron subscribált 1700 körül. Széken (?–1709) volt mester, 1709-ben Cegébe rendelték papnak, de valószínűleg nem foglalhatta el az állást, így 1710-ben Sajóudvarhelyre került. Császáriban (1735–1742, 1747–1756), Feketelakon (1744) és Apanagyfaluban (1758) volt lelkipásztor. |
| 1723                       | Gyalai Gergely                             | |
| 1723                       | Telegdi István                             | Kolozsváron subscribált 1715 körül, és Alsóbalázsfalván volt lelkipásztor. 1723-ban Sajóudvarhelyre rendelték lelkipásztornak. |
| 1727–1732                  | Enyedi István                              | |
| 1744–1745                  | Angyalossi Ferenc                          | |
| 1746–1758                  | Lécfalvi János                             | |
| 1760–1761                  | Pál István (lévita)                        | |
| 1762–1771                  | Monai Miklós (István)                      | |
| 1772–1773                  | Enyedi Nyerges Dániel                      | |
| 1774-től                   | Kelenfi István                             | |
| 1779–1791                  | Boda József                                | |
| 1791–1799                  | Kónya László                               | |
| 1799–1800                  | Fülei Lajos                                | |
| 1800–1813                  | Olosz György                               | |
| 1813–1821                  | Kovács László                              | |
| 1821–1871                  | ifj. Budai András                          | 1867-ig a tanítói feladatokat is ellátta. 1869-tól Sándor Ferenc a tanító. |
| 1872/1873-ban              | betöltetlen                                | a 112 lélek lelkész nélkül maradt. 1872-ben új tanító, Ferenczi Gyula került az iskolába. |
| 1874–1875                  | Dohi Ferenc                                | a szentandrási lelkipásztor |
| 1876–1878                  | Jakabházi Dániel                           | szászbrétei lelkész |
| 1879–1880                  | Dombi Lajos                                | a somkeréki lelkipásztor gondozásában állt a 80 lelkes gyülekezet. |
| 1881-ben                   | Balogh András                              | sárvári lelkész |
| 1882-től                   | Csejdi István                              | somkeréki lelkész |
| 1907                       | Rusz Gergely / Polgári Károly              | Rusz Gergely helybeli görög katolikus pap és Polgári Károly sajószentandrási lelkész |
| 1908                       | Menyhért Elek                              | |
| 1910                       | Boócz Kálmán és Czira Bálint               | |
| 1911                       | Gotthard József, Szabó Károly, Kese Attila | |
| 1917                       | Kovács István                              | somkeréki lelkész |
| 1932                       | Bódy György                                | sajószentandrási lelkész |
| 1951                       | Mágner Sándor                              | |
| 1945–1951                  | Kese Attila                                | Sajóudvarhelyi gondnokának, a földbirtokos Fodor Vilmos szorgalmazására Szentandrás és Sajóudvarhely társegyházzá alakult. 1945-től egy lelkész gondozta a két gyülekezetet. |
| 1951–1952-ben              | ismeretlen                                 | a Kese Attila halála utáni szolgálatvégzőről nincs adat. |
| 1953–1955, 1958-ban        | Járay Márton                               | somkeréki lelkész |
| 1956                       | Sebestyén Ádám, ifj.                       | |
| 1958–1959                  | Kovács György                              | |
| 1960                       | Deák György                                | |
| 1961–1966                  | Bartha Lajos                               | |
| 1967–1974                  | Teleki József                              | |
| 1975–1981                  | Bak Áron                                   | |
| 1982. okt.–1985 októberéig | Szabó Zoltán                               | |
| 1985                       | Csernák Béla                               | |
| 1986                       | betöltetlen                                | |
| 1987 ̶ 1991                 | Rigmányi János                             | várkudui lelkipásztor, aki az egyre apadó, 65 lelkes gyülekezetben minden második vasárnap tartott istentiszteletet. |
| 1991-től                   | Kerekes Sámuel                             | almásmálomi lelkipásztor |
| 1992-ben                   | Makkai Péter                               | teológus |
| 1993–1994                  | Vincze Minya István                        | (exmissziósként és segédlelkészként) |
| 1995–1998                  | Takács Lajos                               | |
| 1998-tól                   | Molnár Helén                               | |

### Iskolája
1701-ben iskolamesteri állást létesítettek, de nem sokára megszűnt.
1802-ben újralétesítik, rövid idő alatt ez is hasonló sorsra jutott.
1863-ban Bőd Károlynak köszönhetően felekezeti iskola létesült, amelyet 1898-ban, Magyarország ezredéves fennállásának emlékére átadták az államnak, azzal a meghagyással, hogy tanítója Járay Márton után is református legyen és az énekvezérséget díjazás mellett vállalja. Később a tanító Járay Ibolya volt, a Járay Márton testvére.
1895-ben az állami iskolában 3 tanerő dolgozott.

## Görögkatolikus egyház
A görögkatolikus egyház a 18. században alakult. Ekkor épült a Mihály és Gábor őrangyal tiszteletére szentelt fatemplom is. Anyakönyvét 1824-ben kezdték vezetni.
A 19. század végén Somkerékhez tartozik az egyházközség. Papja Rusz Gergely, segédje Marosán Tivadar volt.
Iskoláját 1850-ben alapították, fenntartására az önkényuralom a községi földekből akkora darabot juttatott, hogy annak jövedelméből iskolát építettek és annak szükségleteit fedezték, a tanító fizetésével együtt.
1906-ban épült fel a temploma, amit 1923-ban szenteltek fel, 1938-ban renoválták. 1940-es években Pop Ioan a helybeli pap.
1990 után újjáalakult a kommunizmus alatt az ortodox egyházhoz csatolt egyházközség. A helyi hatóságtól az egykori városháza pincéjében kapott helyet egyházi tevékenységeinek gyakorlására.
2002. decemberétől Dorel Ștefan Bălin atya gondozza a gyülekezetet. 2018-ban új templomot Szent Péter és Pál tiszteletére szentelték fel.

## Népessége
1713-ban 17 jobbágy, 5 zsellér lakta 20 házban.
1750-ban 14 jobbágy, 25 zsellér 39 házban. 8 kóborlót tartottak ekkor számon és 5 lepusztult telek, amelyeknek rétjeit a birtokos gr. Bethlen Györgyné Kollátovich Kata az unitárius udvari papjának adta át, 3 telek tartozékát Fekete Sámuel és Orbai György földesúr bírta.
1830-ban összesen 460 református és görögkatolikus lakost írtak össze. Ezekben az években (1838) csak 6 magyar ajkú és írástudó nemes lakosa volt a településnek.
1850-ben 808 lakosból 576 román, 113 magyar, 80 zsidó és 36 cigány nemzetiségű; 584 görögkatolikus, 133 református, 80 zsidó és 11 római katolikus.
1857-ben 866 lakosból 533 görögkatolikus, 160 református, 68 zsidó, 5 római katolikus, és a házak száma 142.
1891-ben 778 lakosból: 584 görögkatolikus, 94 református, 21 római katolikus, 70 zsidó, 1 ortodox, 8 evangélikus.
1900-ban a házak száma 187. A 846 lakosból 434 férfi; 657 román, 183 magyar, 4 német, 1 horvát, 1 cigány. Magyarul 341 beszél, ír és olvas 323. Felekezetek szerint 649 görögkatolikus, 109 református, 52 zsidó, 23 római katolikus, 10 ortodox, 3 evangélikus.
2002-ben 748 lakosából 658 volt román és 72 magyar nemzetiségű; 581 ortodox, 67 református, 65 görögkatolikus, 20 pünkösdista és 7 római katolikus.
2010-ben a nemesi családok egyetlen képviselője, a sajóudvarhelyi Fekete család utolsó tagja is meghalt.
2011-ben összesen 2219 személyt írtak össze, köztük 1869 ortodox, 8 római katolikus, 47 görög katolikus, 166 református, 26 baptista, 96 pünkösdista, 7 más vallású.

## Látnivalók
- A református templomot a Becsegergely nemzetség építtette román stílusban a 13. században, először 1407-ben említették. Szentélye egyenes záródású. Ablakai a gótika jegyeit viselik magukon. 1860-ban felújították, ekkor készítették kék famennyezetét és a szentély dongaboltozatát. Az északi oldalon, egy befalazott kapu timpanonjában látható az a templom építésével egyidős, román stílusú dombormű egyedülálló alkotás, amelyet Erdélyben a legkorábbi fennmaradt középkori plasztikai emléknek tekinthetünk.
- A Fricsi Fekete-Bethlen-udvarház (ma Desbordes-udvarház) 1812-ben épült. Az Erdélybe települt Desbordes család tulajdonába került.[41][42]
- A volt Klebelsberg-udvarházat 1886-ban az Appel család alakíttatta át nyárilakká. Fodor Vilmos, az Appel báró tiszttartójának családi birtoka.
- „A Sajó folyó bal partján, Bethlentől Somkerék és Sajóudvarhely irányába félmérföldnyi távolra, jó karban levő római út szemlélhető, mely az onnét három mérföldnyire eső Besztercére, vagy a kilenc mérföldnyire levő Vécsre vezethetett.”[43] A római út mára nehezen felfedezhető.

## Híres emberek
- Szénásy Róza (Sajóudvarhely, 1856 – Sajóudvarhely, 1905), Jakab Ödön (Vadasd, 1854, július 26.– Budapest, Erzsébetváros 1931), erdélyi származású író, költő felesége, aki a sajóudvarhelyi Fekete család tagja volt. Sajóudvarhelyen található sírjára Jakab Ödön verse került: „Mert szép és jó volt mindenek felett, / Jobban szerettem, mint a lelkemet, / Daloltam Őt, s míg dal lesz lantomon, / Siratva folyvást dalolni fogom. / Ha pedig egykor én is elmegyek, / Kedves madárkák, majd ti jöjjetek, / S helyettem lágyan altatva porát, / Zengjétek róla itt a dalt tovább!”[44]
- Járay Márton református lelkipásztor Sajóudvarhelyen született 1901-ben. Édesapja, Járay Márton református tanító, édesanya Márton Mari. 1919-ben érettségizett a Nagyenyedi Bethlen Kollégiumban. 1920–1924 között tanult a Kolozsvári Protestánt Teológiai Intézetben. 1920–1921 között elvégzett két szemesztert a Tanárképző Intézet matematika-fizika karán. 1926-ban feleségül vette a tordai születésű Pethő Ilonát. Két gyermekük született: Zoltán Ernő és István Márton. Zágonba helyezték ki (1924), majd Gyaluba (1925–1927). Széken (1927–1930), Fogarason (1930–1949) volt lelkész. Itt a fogarasi református elemi iskolában helyettes tanárként tanított 1941–942 között. 1949-ben Somkerékre került. 1952-ben még ott volt. A nagysajói Református Egyházmegye missziói előadója, tanácsosa és pénztárosa is volt 1962-ig. Ibolya nevű lánytestvére oktatott a helybeli iskolában annak megszűnéséig.
- Nagy Ödön (Sajóudvarhely, 1914 – Mezőfele, 1995) néprajzkutató, református lelkipásztor, szórványlelkész.
- Moldován Stefánia (Sajóudvarhely, 1929. augusztus 24. – Budapest, 2012) operaénekes.
- Itt született 1943-ban Moldován Domokos film- és operarendező, néprajzkutató.
- Liviu-Petru Zăpârțan (Sajóudvarhely, 1947) 1975-től 1990-ig a kolozsvári Babeș-BolyaiTudományegyetem Történelem és Filozófia Karának oktatója, 1990-től 2012-ig pedig a jogtudományok professzora volt.[45]